# Challenge des champions 1957
Navigation
Paris 1956 Marseille 1958
Le Challenge des champions 1957 est la troisième édition du Challenge des champions, épreuve qui oppose le champion de France au vainqueur de la Coupe de France. Disputée le 7 juin 1957 au Stadium municipal à Toulouse en France devant 11 254 spectateurs, la rencontre est remportée par l'AS Saint-Étienne contre le Toulouse FC sur le score de 2-1, 2-1 à la mi-temps. L'arbitre de la rencontre est René Becret.

## Participants
La rencontre oppose l'AS Saint-Étienne au Toulouse FC. Les Stéphanois se qualifient au titre de leur victoire dans le Championnat de France de football 1956-1957 et les Toulousains se qualifient pour le Challenge des champions grâce à leur victoire dans la Coupe de France de football 1956-1957.

## Rencontre
Jean Oleksiak ouvre le score 1-0 pour Saint-Étienne à la 6e minute de jeu. Casanova égalise à un partout pour Toulouse à la 25e minute puis Armand Fouillen redonne l'avantage 2-1 aux Stéphanois et permet à son club de remporter l'épreuve.

## Feuille de match
| 7 juin 1957 | AS Saint-Étienne           | 2 - 1   | Toulouse FC  | Stadium municipal, Toulouse                  |                                              |
|             | Oleksiak 6e · Fouillen 38e | (2 - 1) | 25e Casanova | Spectateurs : 11 254 Arbitrage : René Becret | Spectateurs : 11 254 Arbitrage : René Becret |
|             | Rapport                    |         |              | Spectateurs : 11 254 Arbitrage : René Becret | Spectateurs : 11 254 Arbitrage : René Becret |

| Saint-Étienne | Toulouse |

|              | Gardien de but   | Claude Abbes     |  |  |  |
|              | D                | Juan Casado      |  |  |  |
|              | D                | Richard Tylinski |  |  |  |
|              | D                | François Wicart  |  |  |  |
|              | M                | René Domingo     |  |  |  |
|              | M                | René Ferrier     |  |  |  |
|              | A                | Jean Oleksiak    |  |  |  |
|              | A                | Kees Rijvers     |  |  |  |
|              | A                | Yvon Goujon      |  |  |  |
|              | A                | Armand Fouillen  |  |  |  |
|              | A                | Michel Cristobal |  |  |  |
| Entraîneur : |                  |                  |  |  |  |
|              | Manuel Fernández |                  |  |  |  |

|              | Gardien de but | Guy Roussel         |  |  |  |
|              | D              | Richard Boucher     |  |  |  |
|              | D              | René Pleimelding    |  |  |  |
|              | D              | Guy Nungesser       |  |  |  |
|              | M              | Robert Bocchi       |  |  |  |
|              | M              | Pierre Cahuzac      |  |  |  |
|              | A              | ? Casanova          |  |  |  |
|              | A              | Saïd Brahimi        |  |  |  |
|              | A              | Aulis Rytkönen      |  |  |  |
|              | A              | Abdelhamid Bouchouk |  |  |  |
|              | A              | René Dereuddre      |  |  |  |
| Entraîneur : |                |                     |  |  |  |
|              | Jules Bigot    |                     |  |  |  |